# Ermita de Consolación (Herrera del Duque)

## Situación
Situada a 5 kilómetros al oeste del pueblo, en un bello paraje de los Valles de Consolación, término de Puebla de Alcocer, rodeado de pinos, olivos, eucaliptos y alcornoques centenarios se cuenta que la Santa Imagen apareció en un alcornoque, como señal, el Niño lleva en su mano una bellota. Al ser descubierta se la trae al pueblo a la Ermita de Nuestra Señora de la Merced, bautizándola con este nombre porque durante el tiempo que estuvo en el pueblo, éste se vio favorecido y protegido por ella.

## Estilo arquitectónico
La ermita es de estilo neoclásico, formada de una sola nave con una superficie de 170 m. En el primer tercio de la nave, se eleva un arco sujeto por pilares, donde se encuentra el coro. Recibe la luz de dos orificios, uno circular en la parte superior y otro rectangular en la parte inferior. Al final de la nave de los fieles, y en la parte derecha se eleva un púlpito tallado en piedra caliza, puramente barroco.

## Estructura y decoración
La capilla en sí, es una construcción que data del siglo XV, aunque fue reconstruida posteriormente. Es de forma rectangular y de una sola planta, en su alzado nos encontramos con cuatro pechinas, en las que están representados los cuatro evangelistas, dando paso a una bóveda circular. La cúpula es una pintura en la que se exalta la coronación de la Virgen, donde en un rompimiento de la bóveda en que figura el cielo aparece la Virgen en el centro, a la izquierda Jesús y a la derecha el Padre Eterno.

### Retablo
El retablo de estilo barroco, con influencia renacentista, se nos presenta en su parte inferior con un friso, que empieza a marcar el centro del altar. Está construido en tres calles verticales: en la izquierda la imagen de San José, en el centro la imagen de la Virgen de Consolación que es una talla de madera de singular valor, que data del siglo XV, y se presenta vestida de modo similar a la Virgen de Guadalupe y a la derecha la imagen de San Joaquín, rematados por una cornisa o guardapolvo.

### Camarín
El Camarín fue construido en 1637 se encuentra detrás del retablo de la ermita, con piso de mosaico. En el frente, y enmarcado de madera, hay un pergamino con acta de la Coronación de la Virgen. Fue coronada el 7 de septiembre de 1980, los actos comenzaron con la celebración de una Eucaristía presidida por el arzobispo de Toledo, primado de España, doctor Marcelo González Martín. Junto a él estuvieron en el altar de la iglesia parroquial el vicario general, dos provicarios y gran número de sacerdotes. La corona impuesta a la Virgen es de plata con un baño de oro, lleva engastadas algunas piedras preciosas donadas por vecinos, el manto fue donado por una familia y el diseño de la ornamentación es de la escuela española del siglo XVIII. El himno de Coronación fue compuesto por el sacerdote don Saturnino Marfil Gallego, hijo del pueblo y organista de la catedral de Sigüenza. La cúpula del Camarín en su parte superior tiene ocho cabezas de ángeles y al final, en el centro un cupulino con otros tantos tragaluces rectangulares de cristales de muy diversos colores rematando en forma circular.
En el pasillo que da acceso al Camarín se encuentran expuestas al visitante gran cantidad de ofrendas a la Virgen, entre las que destacan: vestidos de novias, trenzas, moldes de cera en forma de pies, manos...y además se exhiben otros adornos y objetos de uso personal que corresponden a tiempos remotos y otros más actuales.

## Romería
El día 8 de septiembre se celebra la romería en honor de la Virgen de Consolación, coincide con la celebración de la Virgen de Guadalupe y con el día de Extremadura. Durante el año 2005, se ha celebrado el 25 aniversario de la Coronación Canónica de la Virgen, con diversos actos.